# Zell am Harmersbach
Zell am Harmersbach är en stad i Ortenaukreis i regionen Südlicher Oberrhein i Regierungsbezirk Freiburg i förbundslandet Baden-Württemberg i Tyskland.
Kommunen ingår i kommunalförbundet Zell am Harmersbach tillsammans med kommunerna Biberach, Nordrach och Oberharmersbach.